# Michael Perryman
Michael A. C. Perryman (* 21. September 1954 in Luton, Nord-London) ist ein britischer Astronom.
Perryman wurde 1979 an der Universität Cambridge (Cavendish Laboratory) in theoretischer Physik und Astrophysik bei Malcolm Longair promoviert. Als Post-Doktorand war er bei James Gunn am Palomar-Observatorium und untersuchte Radioquellen in anderen Bereichen des Spektrums. Er war seit 1980 bei der ESA in den Niederlanden im Hipparcos Projekt (1981 bis 1997) als leitender Wissenschaftler und schlug 1993 mit Lennart Lindegren die Nachfolgemission Gaia vor (beteiligt 1995 bis 2009).
1993 bis 2009 war er Professor für Astronomie an der Universität Leiden und ab 2010 war er Professor an der Universität Heidelberg und am Max-Planck-Institut für Astronomie in Heidelberg. Seit 2012 ist er außerdem Adjunct Professor am University College Dublin. 2013 war er Gastprofessor an der Princeton University und 2011 an der Universität Bristol.
1996 erhielt er den Prix Jules Janssen, 1998 war er George Darwin Lecturer, 1999 erhielt er die Akademie-Medaille der Niederländischen Akademie der Wissenschaften und 2011 den Tycho-Brahe-Preis. Er wurde 2010 Ehrendoktor in Lund. Der Asteroid  (10969) Perryman wurde nach ihm benannt. 2022 wurde er zusammen mit Lindegren mit dem Shaw Prize in Astronomie ausgezeichnet.
1998 wurde er zum Mitglied der Academia Europaea gewählt.